# Van Laack
Van Laack ist ein deutsches Textilunternehmen mit Sitz in Mönchengladbach. Bekannt ist das Unternehmen für hochwertige Hemden. Vier eigene Fabriken in Tunesien sowie je eine in Mönchengladbach, Hanoi und in Indonesien produzieren jährlich rund 1,4 Millionen Teile, davon etwa 50.000 Maßhemden.

## Geschichte
1881 wurde das Unternehmen von Heinrich van Laack und seinen Partnern Wilhelm Schmitz und Gustav Eltschig in Berlin in der Greifswalder Straße Nr. 5 gegründet. Daran erinnern dort heute eine Messingtafel sowie ein aus den Initialen der Gründer bestehendes Fassaden-Ornament.
1920 wurde das Unternehmen von der Deutsch-Amerikanerin Mrs. Bennaton übernommen, da die drei Gründer keine Nachfahren hinterlassen hatten. In der Zeit der Goldenen Zwanziger entwickelte sich das Hemd zu einem der ersten Markenprodukte der Bekleidungsbranche, wovon van Laack profitierte. Mit dem Slogan „van Laack - Das königliche Hemd“ entstand der bis heute verwendete Schriftzug.
1930 wurde das Unternehmen von Mrs. Bennatons Neffen Alfons Schnoeckel übernommen, der es bis zum Zweiten Weltkrieg leitete. Im Zweiten Weltkrieg wurde die Fabrik wiederholt ausgebombt. Nach dem Krieg wurde Schnoeckel von der Sowjetischen Militäradministration in Deutschland enteignet. Er zog nach Mönchengladbach um und lernte Heinrich Hoffmann kennen. Dieser erwarb das Unternehmen, verlegte den Sitz nach Mönchengladbach und baute es neu auf.
1970 übernahm Rolf Hoffmann die Unternehmensleitung von seinem Vater, ging auf Expansionskurs, ließ 1972 die erste Van-Laack-Damenkollektion vorstellen und expandierte 1983 ins Krawatten- und Nachtwäschegeschäft. 1986 verkaufte Hoffmann das Unternehmen an die Management-Holding Delton AG für Beteiligungen. In den ersten Jahren unter Leitung der Delton AG erwirtschaftete das Unternehmen zweistellige Umsatzrenditen und konnte sich als unangefochtener Marktführer im Luxussegment behaupten.
In den 1990er Jahren erhielt das Unternehmen im Hemdenmarkt Konkurrenz durch Modefirmen wie Boss und Joop. Das Management wollte seinen Marktanteil durch das Programm Total Look – ein komplettes Outfit von der Unterhose bis zum Jackett – und Flagship-Stores in Nobellagen sichern. Hierfür wurden ohne den entsprechenden Erfolg zweistellige Millionenbeträge investiert. Ab etwa 2000 suchte Delton zunächst vergebens nach einem Käufer. 2002 kaufte Christian von Daniels das Unternehmen. Er verjüngte die Marke und startete eine Qualitätsoffensive; das Unternehmen kam wieder in die Gewinnzone. Im September 2009 eröffnete van Laack auf seiner Website einen Onlineshop, der international lieferte.
Kurz nach Beginn der COVID-19-Pandemie begann Van Laack mit der Produktion und dem Vertrieb von textilen Alltagsmasken für Erwachsene und Kinder. Ab Januar 2020 produzierte die Fabrik in Hanoi Masken – zunächst für den Eigenbedarf und umliegende Fabriken, dann auch für die Stadt Hanoi und für die Exportmärkte. Van Laack fertigte ab Mitte Mai eine Million Masken pro Tag selber oder ließ diese fertigen. Im November 2020 bezifferte Van Laack-Geschäftsführer v. Daniels die monatliche Produktion mit 15 Millionen Stück und die Zahl der Verkaufsstellen mit 30.000. Auch Infektionsschutzkittel werden produziert und vertrieben.  Im Geschäftsjahr 2020 verkaufte van Laack über 100 Millionen Alltagsmasken und zwölf Millionen Kittel und verdoppelte damit seinen Umsatz.

## Kritik an Schutzkleidung im Klinik-Einsatz
Die Uni-Klinik Köln sortierte Mitte Dezember 2020 etwa 48.000 Corona-Schutzkittel der Firma aus. Die Zeitung zitierte den Kliniksprecher mit der Aussage, dass nach einem kurzen initialen Einsatz die Schutzkittel nicht weiterverwendet würden, da bestimmte Chargen den Qualitätsanforderungen in der Krankenversorgung nicht gerecht würden. Auch in der Uni-Klinik Essen wurden rund 40.000 Kittel ausgemustert, weil sie beim Anziehen schnell rissen.
Die sogenannte „Kittel-Affäre“ beschäftigt auch den Düsseldorfer Landtag. Die SPD-Opposition hat Nordrhein-Westfalens Ministerpräsident Armin Laschet (CDU) rechtswidriges Vorgehen bei Aufträgen an van Laack vorgeworfen. Laschets Sohn Johannes hatte den Kontakt zu der Firma hergestellt, für die der Mode-Blogger als Werbepartner tätig war.

## Fashion-Partner im Sport
Van Laack ist Fashion-Partner des Deutschen Fußball-Bundes (DFB). Das Unternehmen stattet bis Ende 2024 die Nationalmannschaft, die Frauen-Nationalmannschaft und die U21-Nationalmannschaft sowie die offiziellen Vertreter des Verbandes aus.

## Geschäftszahlen
| Jahr      | Umsatz in Mio. Euro | Gewinn 3 in Mio. Euro |
| --------- | ------------------- | --------------------- |
| 2002/03 1 | 32,45               | −0,20                 |
| 2003/04   | 32,28               | 1,74                  |
| 2004/05   | 37,73               | 3,06                  |
| 2005/06   | 43,45               | 4,69                  |
| 2006/07   | 50,20               | 7,30                  |
| 2007/08 2 | 57,00               | 9,00                  |
| ...       | ...                 | ...                   |
| 2019/20   | 56,07               | 7,38                  |
| 2020/21   | 203,15              | 55,20                 |

Der Gewinn wenigstens in den Jahren 2019/20 und 2020/21 wurde wegen eines Gewinnabführungsvertrags abgeführt.